# 波洛韋齊克 (別爾基切夫區)
49°57′31″N 28°40′8″E / 49.95861°N 28.66889°E
波洛韋齊克（烏克蘭語：Половецьке）是位於烏克蘭西北部日托米爾州別爾季切夫區的村莊，始建於1600年，面積2.56平方公里，海拔高度241米，2024年人口680，人口密度每平方公里315.77人。